# Ragnhild Mowinckel
Ragnhild Mowinckel, född 12 september 1992, är en norsk alpin skidåkare från Molde. 
Hon blev dubbel olympisk silvermedaljör i Pyeongchang 2018, i storslalom och störtlopp. Under VM i Åre 2019 tog hon brons i kombination. Hon vann sin första världscuptävling i mars 2018 i storslalom i Ofterschwang, Tyskland.
Hon blev juniorvärldsmästare 2012 i både storslalom och superkombination i Roccaraso i Italien. Hon debuterade i världscupen 3 januari 2012 i Zagreb. Hon blev norsk mästare i slalom och storslalom 2012.